# Exhibition 79
Pour plus de détails, voir Fiche technique et Distribution.
Exhibition 79 est un film français, réalisé par Jean-François Davy, sorti à Paris le 11 juillet 1979.

## Résumé
Le film se compose de plusieurs témoignages d'acteurs et actrices pornographiques, qui décrivent leurs conditions de travail et l'impact qu'a eu leur métier sur leur vie privée. Claudine Beccarie, vedette du premier film Exhibition, parle de sa reconversion depuis qu'elle a arrêté de tourner des films X. Les autres acteurs interrogées - crédités au générique sous leurs vrais noms - sont Richard Lemieuvre (alias Richard Allan), Dominique Troyes (Marilyn Jess) et le couple formé par Cathy Greiner (Cathy Stewart) et Dominique Hérissou (Dominique Irissou).

## Fiche technique
- Titre : Exhibition 79
- Réalisation : Jean-François Davy
- Scénario : Jean-François Davy
- Montage : Christel Micha
- Musique : Daniel Longuein
- Photographie : Roger Fellous
- Pays d’origine :  France
- Production : Clap 7
- Distribution : Clap 7
- Langues : français
- Format : Couleur — 35 mm — son monophonique
- Genre : documentaire érotique
- Durée : 90 minutes
- Date de sortie :  11 juillet 1979

## Distribution
- Claudine Beccarie : Elle-même
- Jean-François Davy : Lui-même
- Richard Allan : Lui-même
- Cathy Stewart : Elle-même
- Dominique Irissou : Lui-même
- Marilyn Jess : Elle-même